# Autostrada D56 (Czechy)
Autostrada D56 (cz. dálnice D56, także cz. Beskydská dálnice – beskidzka autostrada) – autostrada w Czechach w kraju morawsko-śląskim o długości 12 km. Przebiega południkowo łącząc Ostrawę z Frýdkiem-Místkiem – stanowi tym samym główną oś transportu drogowego w konurbacji ostrawsko-frydeckiej.
Zbudowana została w latach 80. i 90. XX wieku; gruntowną modernizację przeszła w latach 2001–2002. Planowane jest przedłużenie jej biegu:
- o odcinek długości 4,4 km przez Ostrawę w kierunku północnym do połączenia w węźle Ostrava-Hrušov (Místecká) z budowaną autostradą D1 (ok. 2008)
- o modernizowany przebieg obwodnicy Frýdka-Místka, do połączenia z budowaną autostradą D48 (po 2006).

Do 31 grudnia 2015 r. arteria posiadała oznaczenie drogi ekspresowej R56 (rychlostní silnice R56).